# Jules Ouaki
Jules Ouaki, né Ichoua Ouaki le 4 septembre 1915 à Tunis et décédé le 25 avril 1983 à Coye-la-Forêt, est un chef d'entreprise et homme d'affaires français d'origine tunisienne. Il est connu pour être le fondateur de la marque de magasin Tati.

## Biographie
Il naît le 4 septembre 1915 à Tunis au sein d'une famille juive naturalisée le 31 mai 1930 ; son père est un artisan bourrelier installé au centre-ville. Après un service militaire en tant que matelot de seconde classe en 1936-1937, il est brièvement mobilisé en 1939-1940. Victime des mesures mises en place par le régime de Vichy contre les Juifs, il rejoint les forces navales de la France libre le 25 mai 1943. Après la fin de la guerre, il quitte la Tunisie pour Paris en août 1945 et se voit décorer en 1946 de la médaille commémorative des services volontaires dans la France libre.
Ichoua Ouaki, devenu Jules Ouaki, se lance dans divers commerces (import-export puis commerce de tissus). En 1947, il s'associe avec Élie Guez, lui aussi originaire de Tunis, dans le cadre de l'entreprise Tapitex (proposant du linge de maison) dont le capital atteint cinq millions de francs en 1952. Dès le début des années 1950, son père, puis ses frères, sa femme et son gendre sont associés dans l'entreprise, devenue Tati.
Jules Ouaki meurt à 67 ans, le 25 avril 1983, des suites d'un cancer,,.
À sa mort, il laisse une entreprise comptant 1 200 employés et réalisant un chiffre d'affaires d'un milliard de francs. Sa veuve, Éléonore Ouaki (née Tarnay), reprend les commandes pendant une dizaine d'années avant de laisser les rênes à l'un de leurs fils, Fabien Ouaki, en juin 1995.
Éléonore Ouaki meurt le 1er juillet 2015 à Coye-la-Forêt dans l'Oise,.